# Vilin klinčac
Vilin klinčac - lat. Marasmius oreades, jestiva je i ukusna gljiva. Iako razmjerno malen, obično raste u velikim grupama, često u krugovima, na travnatim mjestima, poput livada, parkova, pašnjaka, te čak na dinama obalnih područja. Raste u Sjevernoj Americi i Europi. Klobuk je svijetlo smeđe, ponekad crvenkasto smeđe ili bijele boje. Listići s donje strane su rijetki, mogu biti i vezani na stručak i slobodni. Stručak je dužine do 7 cm, a klobuk promjera do 5 cm. U gljivi ima i šećera trehaloze. Dobra je za sušenje.

## Vanjske poveznice
|  | Zajednički poslužitelj ima stranicu o temi Marasmius oreades    |
|  | Zajednički poslužitelj ima još gradiva o temi Marasmius oreades |